# Letícia Moreno
Letícia Moreno (8 november 2000) is een voetbalspeelster uit Brazilië.
In de zomer van 2021 tekende Moreno voor twee seizoenen bij PSV, en speelt daarmee in de Vrouwen Eredivisie. Ze speelt daar met rugnummer 15 en naar Braziliaanse gewoonte met haar voornaam Leticia op haar shirt.

## Statistieken
| Seizoen | Club   | Land      | Competitie         | Wedstrijden | Doelpunten |
| ------- | ------ | --------- | ------------------ | ----------- | ---------- |
| 2021/22 | PSV    | Nederland | Vrouwen Eredivisie | 1           | 0          |
| Totaal  | Totaal | Totaal    | Totaal             | 1           | 0          |

Laatste update: sep 2021
1 Evrard ·
2 Thrige ·
3 Hendriks ·
4 Buurman ·
5 Bross ·
6 Folkertsma ·
9 Smits ·
10 Ripa ·
11 Jansen ·
14 Strik ·
16 Alkemade ·
17 Jacobs ·
18 Dessing ·
19 Stoit ·
20 Nijstad ·
21 Lacroix ·
22 Derks ·
23 Kemper-Moorrees ·
24 Henschen ·
25 Frijns ·
26 Pondes ·
27 Xhemaili ·
29 Kalma ·
30 Verheijen ·
Coach: Ten Berge
· Assistent-coach: Van Dael